# Transamazônica
Transamazônica ist der umgangssprachliche Straßenname der Fernstraße BR-230 in Brasilien, die am Atlantik in Cabedelo (Paraíba) beginnt und derzeit in Lábrea (Amazonien) nach 4342 Kilometern endet.

## Etymologie
Das Wort „Transamazônica“ erschien ersichtlich erstmals 1973 als „Straße durch das Amazonasgebiet“, die in der Brockhaus Enzyklopädie 1973 als „Straße, die N-Brasilien (Amazonien) von João Pessoa und Recife bis Boa Esperança an der Grenze Perus … durchqueren und dort an die Transandina nach Lima anschließen soll.“

## Allgemeines
Die Transamazônica ist eine der längsten Straßen der Welt und die zweitlängste Fernstraße in Brasilien (längste ist die BR-101). Sie soll künftig den Flächenstaat Brasilien von Ost nach West bis nach Lima (Peru) durchqueren. Sie ist überwiegend eine Naturstraße ohne Asphaltdeckschicht, die meist dem Gütertransport dient. Insbesondere in Amazonien ist sie der einzige traversale Landweg; ansonsten stehen nur die zahlreichen Wasserwege des Flusssystems des Amazonas zur Verfügung. Die unentwickelte Amazonas-Region wurde deshalb ab 1964 in die brasilianische Wirtschaftsplanung einbezogen. Die Transamazônica gilt als die längste Lehmpiste der Welt.
Der Bedarf einer Verkehrsinfrastruktur durch Straßenverkehr im Amazonas-Regenwald ist nur mit Bodenschätzen (Gold, Edelsteine), der Holzwirtschaft (Tropenholz) und der Landwirtschaft (Agrarprodukte wie Sojabohnen, deren Anbaufläche sich von 4000 km² [2000] auf 46.000 km² [2021] verzehnfacht hat) zu erklären, denn es gibt dort eine extrem geringe Besiedlungsdichte, deren Transportbedarf durch Wasserstraßen erfüllt wird. Wurden Rohstoffe entdeckt, ließ der Straßenbau nicht lange auf sich warten. Die Straße soll den Transport von Agrarprodukten beschleunigen.

## Geschichte
Bereits im November 1964 zeigte die Militärregierung unter Humberto Castelo Branco mit dem Landgesetz (portugiesisch Estatuto da Terra), dass ihr die fehlende Entwicklung des Nordostens und die Notwendigkeit einer Agrarreform bewusst war. Sie schonte jedoch die Großgrundbesitzer (portugiesisch fazendeiros) und bevorzugte stattdessen die Kolonisierung Amazoniens durch Landlose. Der Slogan lautete: „Ein Land ohne Menschen für Menschen ohne Land“ (portugiesisch uma terra sem gente para gente sem terra).
Die Raumplanung in Brasilien sah Entwicklungsachsen vor, von denen eine die Ost-West-Richtung als Querverbindung erschließen sollte. Im Juli 1970 veröffentlichte die Regierung ihr „Nationales Integrationsprogramm“ (portugiesisch Programa de Integração Nacional, PIN) zur Erschließung des Amazonas-Beckens, in welchem damals knapp 4 % der brasilianischen Bevölkerung mit einer Bevölkerungsdichte von gerade 1 Einwohner pro Quadratkilometer wohnte. Es handelte sich ausschließlich um indigene Völker wie die Parakanân, für welche die FUNAI im Juli 1971 ein an die Transamazônica grenzendes Indianerreservat errichtete. Das Bauprojekt der Straße sollte sowohl als Leitlinie für die Binnenwanderung aus dem Nordosten dienen als auch den Amazonas als einzigem Transportweg für Personen- und Gütertransporte entlasten. Der Straßenbau stand vor großen Herausforderungen, denn sowohl der tropische Regenwald mit seinen Sumpfgebieten als auch zahlreiche südliche Nebenflüsse des Amazonas waren als natürliche Hindernisse zu überwinden.
Vorbild war die zwischen 1958 und 1960 gebaute Rodovia Belém-Brasília als Nord-Süd-Verbindung. Den Entwurf für die „Rodovia Transamazônica“ legte im Juni 1970 der deutschstämmige Ingenieur Walter Alves Reis vor. Er plante eine Streckenlänge von 4.997 km, von der jedoch nur 4.223 km realisiert wurden. Nach einer nur dreimonatigen Planung wurde das Straßenbauprojekt im September 1970 von 500 Ingenieuren, 11.000 Arbeitern und zwei Pionierbataillonen mit Unterstützung durch die Luftwaffe begonnen. Am 9. Oktober 1970 legte Präsident Emílio Garrastazu Médici in Altamira den Grundstein für den Streckenabschnitt von Altamira nach Itaituba. Das erste Teilstück von 1254 km zwischen Marabá und Tapajós wurde am 27. September 1972 durch Präsident Médici unasphaltiert dem Verkehr übergeben. Im März 1973 folgte die Übergabe des zweiten Teilstücks zwischen Itaituba und Humaitá. Die Fertigstellung verschlang Baukosten in Höhe von 156 Millionen US$. Die komplette Teilstrecke von Marabà bis Altamira ist seit 1999 asphaltiert.
Das Straßennetz Amazoniens entwickelte sich bis 1999 wie folgt:
| Jahr | Bundesstraßen (in km) | Staatsstraßen (in km) | Straßennetz gesamt (in km) |
| ---- | --------------------- | --------------------- | -------------------------- |
| 1968 | 400                   | 0                     | 400                        |
| 1975 | 17.504                | 13.246                | 30.750                     |
| 1981 | 18.672                | 31.044                | 49.716                     |
| 1999 | 19.223                | 37.410                | 56.633                     |

Enthalten sind asphaltierte und nicht asphaltierte Strecken.

## Verlauf

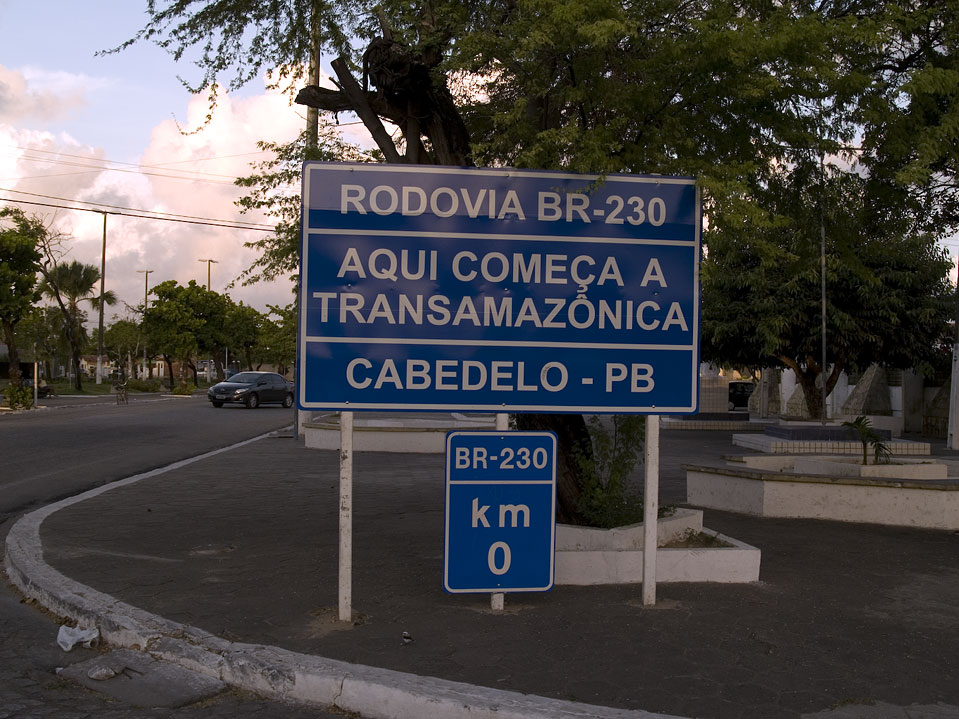
BR-230 – Beginn in  Cabedelo (Paraíba)
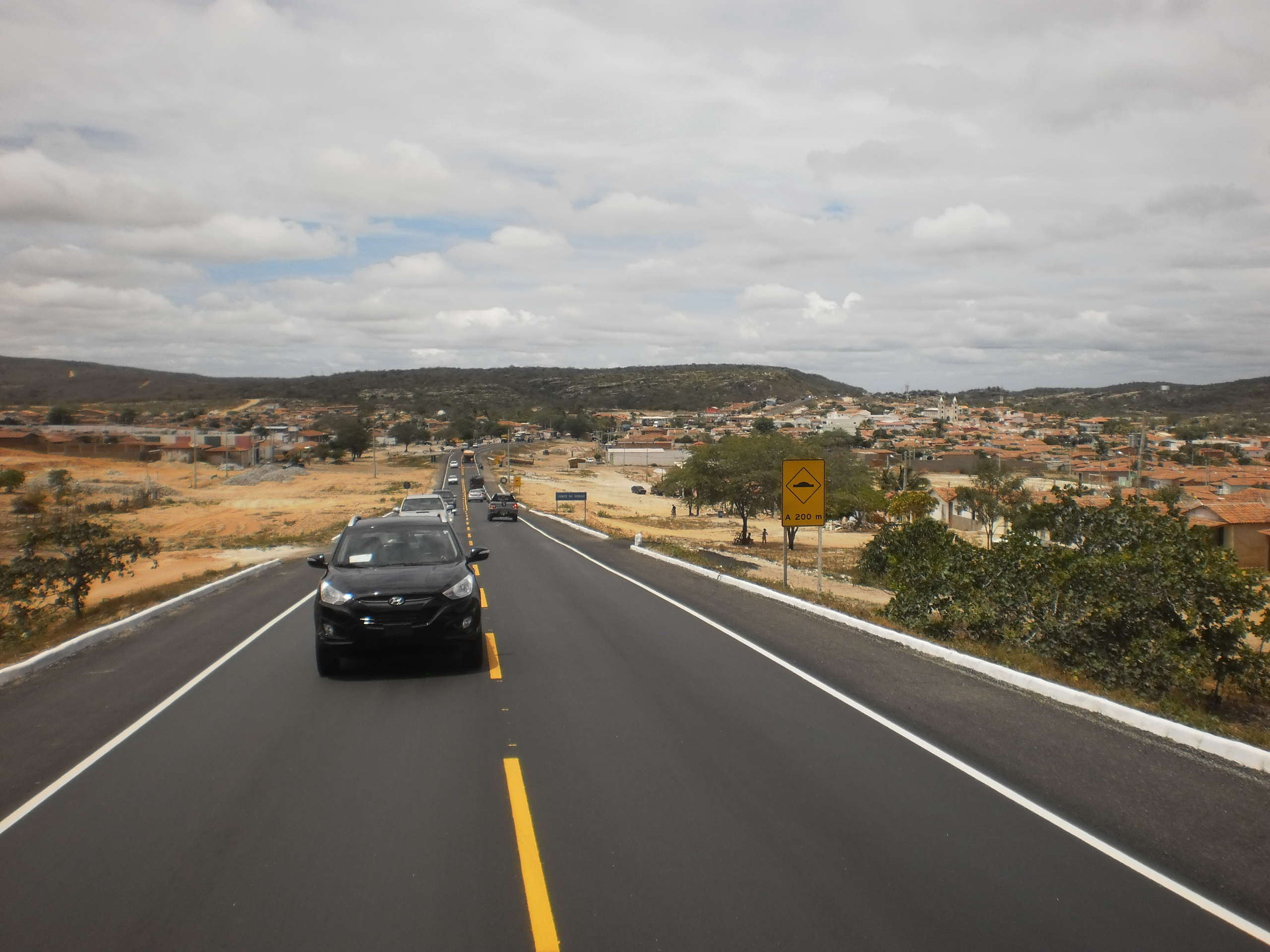
BR-230 – bei Junco do Seridó, nordwestlich von Campina Grande (Paraíba)
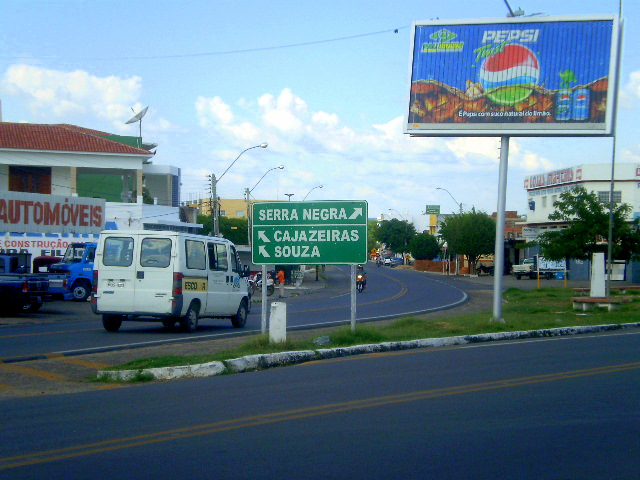
BR-230 – als Autobahn in der Stadt Pombal
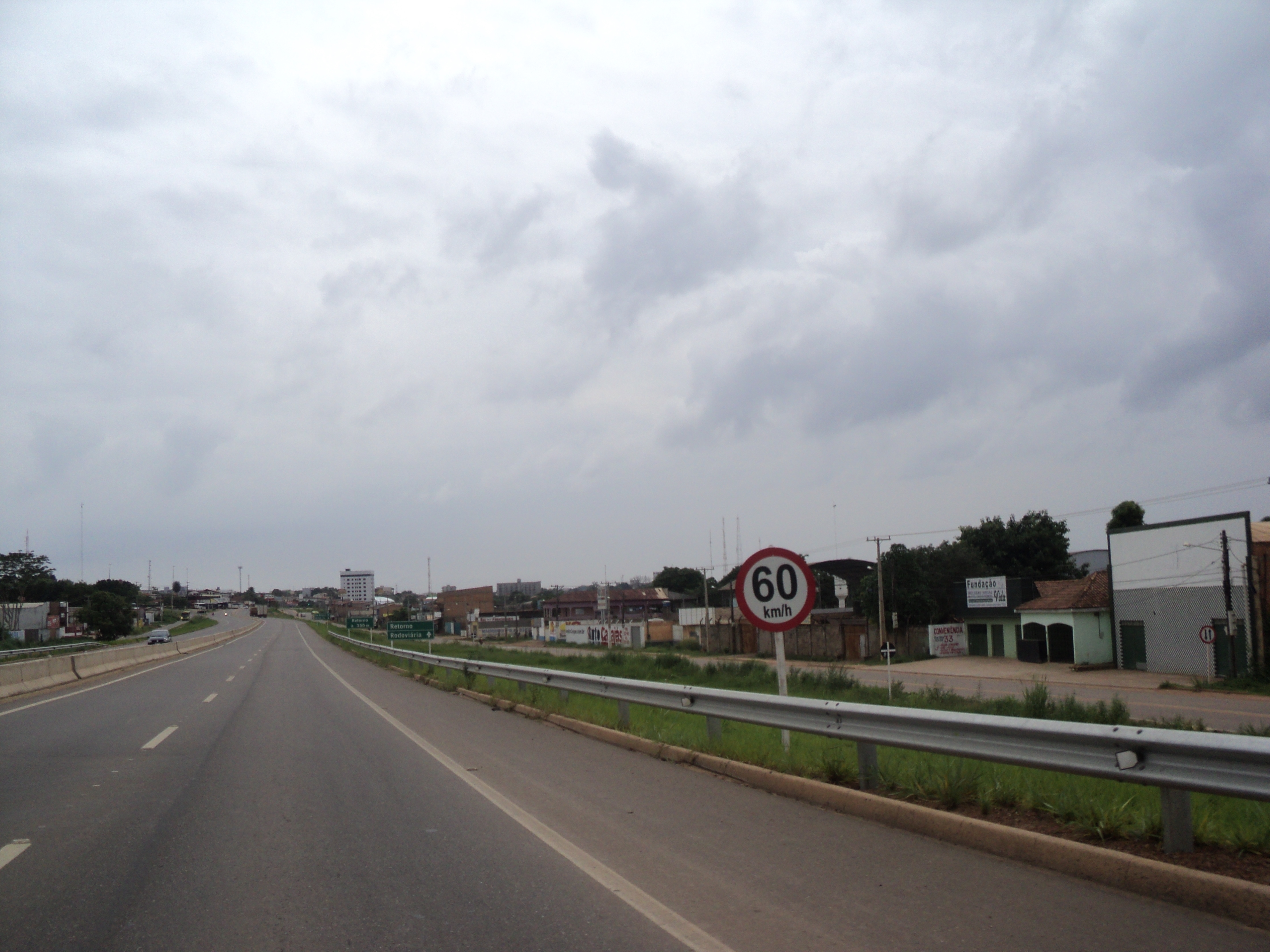
BR-230 – Marabá (Pará)
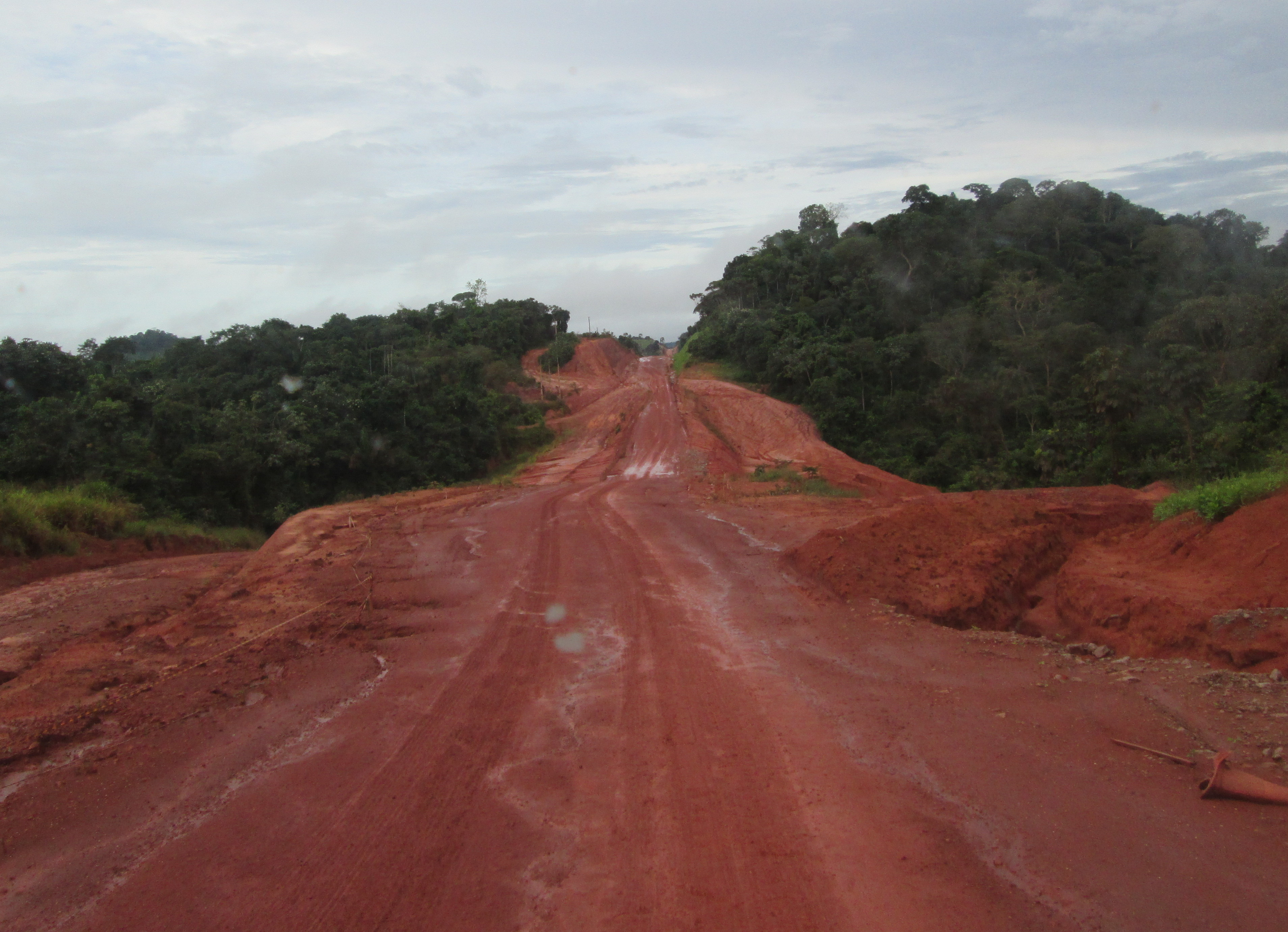
BR-230 – zwischen Rurópolis und Uruará bei Aveiro (Pará)
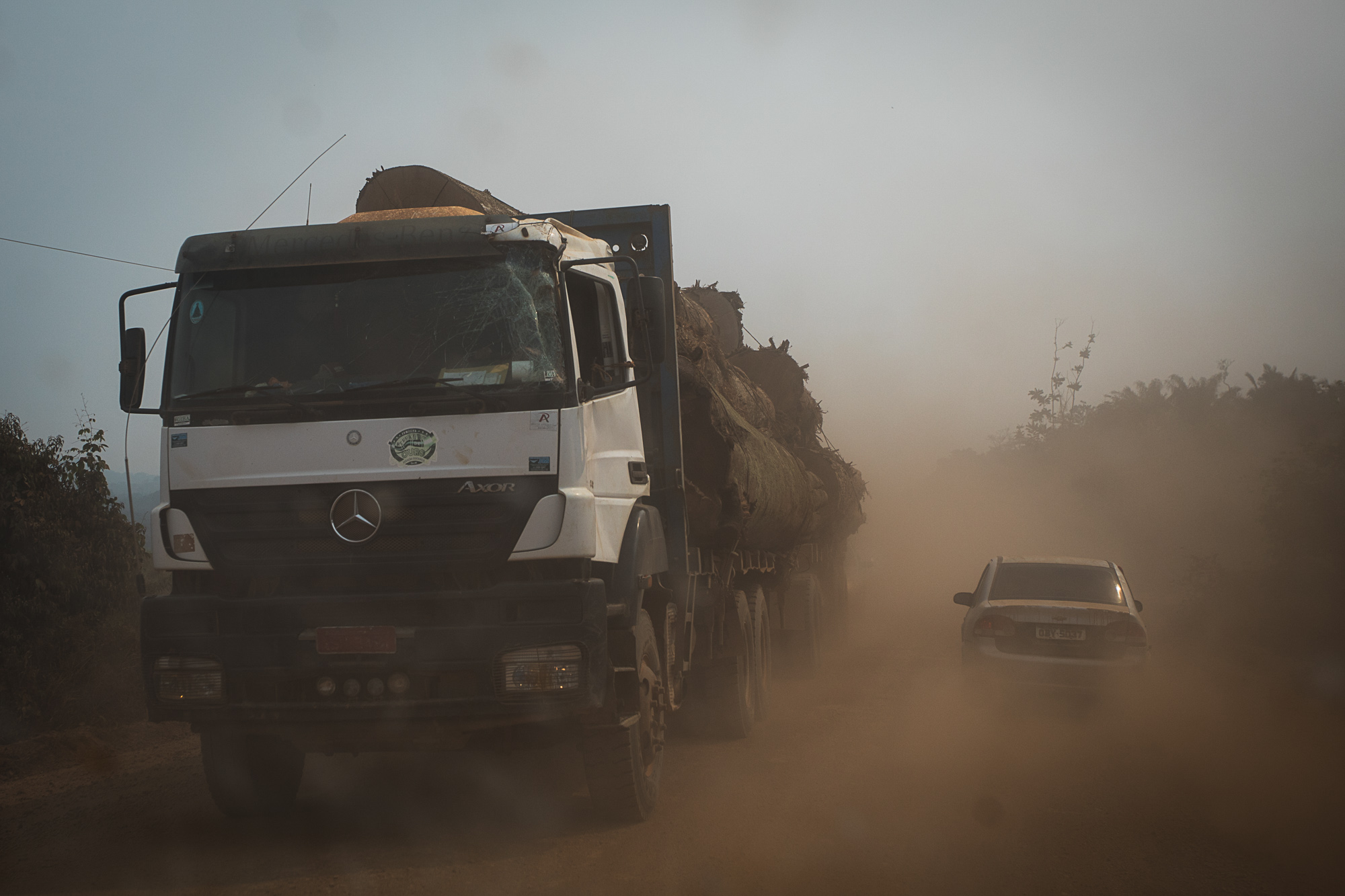
BR-230 – Holztransport bei Apuí, auf dem Weg nach Humaitá (Amazonien)
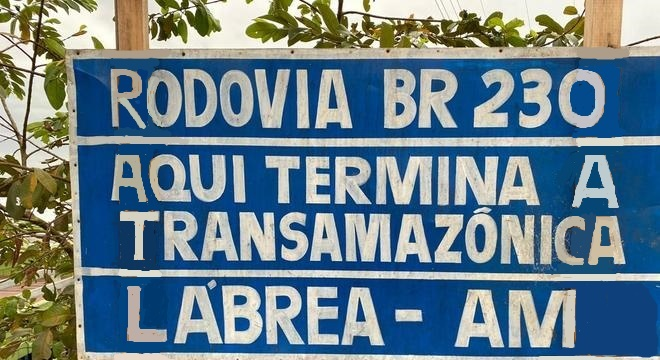
BR-230 – vorläufiges Ende in Lábrea (Amazonien)

Die Transamazônica durchquert sieben Bundesstaaten und verläuft durch den halbwüstenartigen Sertão in der Região Nordeste und endet im Regenwald des Amazonasbeckens in der Nähe des Äquators. Dabei führt sie durch die Bundesstaaten Paraíba, Ceará, Piauí, Maranhão, Tocantins, Pará und Amazonas. Zunächst folgt sie einer westlichen Richtung, führt durch Paraibas Hauptstadt João Pessoa und Campina Grande, nach Balsas im Bundesstaat Maranhão verdünnt sich das Straßennetz, und die BR-230 folgt nordwestlicher Richtung über Marabá bis Altamira im Bundesstaat Pará, von wo aus sie südlich parallel zum Amazonas verläuft. Es folgt Itaituba, wobei die BR-230 parallel zum Rio Tapajós führt und am Nationalpark Amazônia (portugiesisch Parque Nacional da Amazônia) entlang führt. Sie durchquert den nördlichen Teil des Indianerreservats Terra Indígena Tenharim Marmelos und erreicht, bereits in Amazonien, Humaitá. Allein zwischen Altamira und Humaitá befinden sich 148 Brücken. Nach Humaitá gibt es einen Anschluss an die BR-319, um dann vorerst in Lábrea zu enden.
Die Entfernungen zwischen einzelnen wesentlichen Ortschaften finden sich in folgender Tabelle, woraus sich beispielsweise zwischen Cabedelo und João Pessoa die kürzeste Entfernung von nur 18 km ergibt:
| Ortschaft      | Bundesstaat | Entfernung (in km) |
| -------------- | ----------- | ------------------ |
| Cabedelo       | Paraíba     | 0                  |
| João Pessoa    | Paraíba     | 18                 |
| Campina Grande | Paraíba     | 129                |
| Balsas         | Maranhão    | 1384               |
| Araguatins     | Tocantins   | 419                |
| Marabá         | Pará        | 137                |
| Altamira       | Pará        | 503                |
| Itaituba       | Pará        | 487                |
| Humaitá        | Amazonas    | 1048               |
| Lábrea         | Amazonas    | 217                |
| Transamazônica | gesamt      | 4342               |

Die Entfernungsangaben zwischen den Orten und der Gesamtstrecke differieren in den verschiedenen Quellen teilweise erheblich. Deshalb beträgt die addierte Gesamtstrecke der Tabelle 4.342 km, während die Literaturangaben zwischen 4.075 km und 4.900 km schwanken.
Die Transamazônica hat als transversal verlaufende Bundesstraße (portugiesisch Rodovia Transversais) Straßenkreuzungen mit Fernstraßen in Nord-Süd-Richtung wie die BR-010 (Belém-Brasilia), die BR-163 („Soja-Highway“), die BR-319 (Cuiabá-Porto Velho-Manaus-Boa Vista) oder die BR-163 (Cuiaba-Santarém).

## Straßenzustand
Die Transamazônica ist überwiegend eine Naturstraße. Durch den trockenen Nordeste führt sie als Schotterstraße, im feuchten Amazonas-Regenwald besteht der Straßenbelag aus Vertisol (englisch black cotton soil). Gerade letzterer wird insbesondere in der Regenzeit und Übergangszeit in der Schwemmebene versumpft und tief durchwässert, so dass die Straße mit Geländewagen kaum oder nicht befahrbar ist. Mietbare Traktoren dienen örtlich für besonders schlechte Trassen als Zugfahrzeuge (etwa früher am legendären „Hügel der alten Frau“, portugiesisch ladeira de la velha; Paraiba). In Amazonien sind zahlreiche Nebenflüsse des Amazonas wie Rio Tocantins, Rio Xingu, Rio Tapajós, Rio Madeira oder Rio Purus zu überwinden. Schmale Flüsse werden durch klapprige Holzbrücken (aus Baumstämmen) oder Stahlbrücken überquert, Fähren verbinden breite Flüsse (wie den Tocantins und Xingu). Durch das Belo-Monte-Wasserkraftwerk am Rio Xingu erfolgte im Jahre 2016 eine asphaltierte Umleitung der Transamazônica bei Altamira.
Der Straßenzustand ist sehr veränderlich, denn die Natur sorgt regelmäßig für Überwucherung oder Überschwemmung von Streckenabschnitten, Holzbrücken werden altersschwach und können zum Verhängnis werden. Mindestens zweimal im Jahr tauchen an mehreren Passagen erhebliche Straßenschäden auf.

## Folgen des Straßenbaus
Mit dem Bau der Transamazônica begann 1970 gleichzeitig die Phase der modernen Deforestation. Allerdings war die straßenbaubedingte Abholzung wesentlich geringer als der – größtenteils illegale – Kahlschlag in der Holzwirtschaft und wegen des Bergbaus.
Aus der Sicht der Ökologie und Bevölkerungspolitik war der Bau und ist der Weiterbau der Transamazônica selbst in Brasilien sehr umstritten. Auch aus der Perspektive der Verkehrserschließung war und ist das Projekt fragwürdig, weil den indigenen Völkern der Wasserverkehr genügte. Da in Amazonien das Straßennetz sehr dürftig ist, besitzt die Flussschifffahrt hier – vor allem in den Amazonas-Städten Belém, Manaus und Santarém – den Hauptanteil am Transportwesen. Deshalb kann die Erschließung für den Straßenverkehr nur mit der ökonomischen Nutzung des Amazonas-Regenwalds (Bergbau, Forstwirtschaft, illegaler Holzeinschlag, Landwirtschaft) erklärt werden, die logistisch bewältigt werden muss, zumal ein Schiffstransport eine längere Transportzeit in Anspruch nimmt als ein streckenmäßig vergleichbarer Transportweg über die Straße. Die Straße könnte eine Übernutzung des Regenwaldes und der Agrarflächen fördern.
Die geplante Transmigration vom dürren Nordosten sah 1 Million Familien vor, doch lediglich 7.000 wagten die Umsiedlung. Ursache war auch die Transamazônica, die als Naturstraße in der Regenzeit eine kaum befahrbare Piste ist, weshalb Siedlungen dann unerreichbar sind. Man rechnete beim Bau der Transamazônica mit 5.000 unmittelbar betroffenen Indianern; es stellte sich jedoch heraus, dass 20.000 (10 % aller Indianer Brasiliens) vom Straßenbau betroffen waren. Die Transamazônica berührte ursprünglich 15 Indianergebiete; heute gibt es ein 17.900 km² großes Indianerreservat südlich von Altamira (Terra Indígena Xipaya), worin 15 verschiedene Stämme eng beieinander wohnen.
Die Straße erforderte eine bis zu 70 Meter breite Schneise, die durch Rodung freigelegt wurde. Dort, wo nicht der Regenwald die Schneise begrenzt, verbreitert sich die Straße durch ständiges Fahren außerhalb der eigentlichen Trasse (englisch offroad driving). Gerade inmitten des dichten Regenwalds bewirkt die Fernstraße eine Landschaftszerschneidung.
Der Straßenbau führte zu einer großen Zahl von Todesfällen, vor allem durch eingeschleppte Krankheiten – die vor allem die indigene Bevölkerung betrafen –, Unfälle, Insekten- und Schlangenbisse. Wahrscheinlich kam es auch bei Konflikten mit indigenen Gemeinschaften zu Todesfällen, jedoch existieren keine offiziellen Statistiken oder detaillierten Aufzeichnungen über die genaue Anzahl der Todesopfer während des Baus der Transamazônica, da die damalige Diktatur Brasiliens alles daran setzte, die Zahlen vor der Öffentlichkeit zu verbergen. Einige Quellen deuten darauf hin, dass vor allem einstmals isolierte indigene Gemeinschaften, wie die Assurini am mittleren Xingu, durch den Bau der Straße erheblich beeinträchtigt wurden und einen bedeutenden Teil ihrer Bevölkerung verloren haben.

## Bauplanung
Ab Lábrea ist die Weiterführung der Transamazônica über Boa Vista do Ramos bis zum Grenzort Benjamin Constant geplant, wo die Grenze zu Peru liegt. Die geplante Verlängerung von Lábrea zum Grenzort Benjamin Constant erfordert schätzungsweise 2.418 km weiteren Straßenbau, so dass sich die Streckenlänge der Transamazônica auf etwa 6.760 km erweitern wird und sie dadurch zur längsten Fernstraße Brasiliens aufsteigt. Die Verlängerung soll bis Lima führen und ermöglicht den Anschluss an die Panamericana (im Teilabschnitt der Carretera Marginal de la Selva), wodurch Brasilien den Exportweg nach Asien verkürzen kann.
Die 876 km lange BR-319 von Porto Velho nach Manaus wurde 1976 vom Militär gebaut, jedoch wurde diese asphaltierte Straße durch Erosion zerstört und 1988 unpassierbar. Derzeit sind nur noch der Anfang und das Ende der Straße asphaltiert. Der mittlere, 406 km umfassende Teil durchquert den im Juni 2006 gegründeten Nationalpark Parque Nacional dos Campos Amazónicos.

## Verfilmung
In den Jahren 2013 und 2014 zeigte Arte eine 5-teilige Dokumentation mit dem Titel: Brasiliens Asphaltcowboys über die Straße und das Leben der Menschen entlang der Transamazônica.